# Streptocaulus gracilis
Streptocaulus gracilis is een hydroïdpoliep uit de familie Aglaopheniidae. De poliep komt uit het geslacht Streptocaulus. Streptocaulus gracilis werd in 1937 voor het eerst wetenschappelijk beschreven door Fraser. 